# Mass Effect-serien
Mass Effect är en serie action-RPG-tredjepersonsskjutspel i science fiction-miljö, utvecklade av Bioware och utgivna från 2007 och framåt.

## Handling
Det är 2100-tal och människan har byggt bosättningar runtom i Vintergatan. När mekaniska "Reapers" hotar att utrota allt organiskt liv är det upp till Kommendörkapten Shepard att stoppa dem.

## Spel

### Huvudserien
| Titel                  | Släppår |
| ---------------------- | ------- |
| Mass Effect            | 2007    |
| Mass Effect 2          | 2010    |
| Mass Effect 3          | 2012    |
| Mass Effect: Andromeda | 2017    |

### Spinoffspel
| Titel                   | Släppår |
| ----------------------- | ------- |
| Mass Effect Galaxy      | 2009    |
| Mass Effect Infiltrator | 2012    |
| Mass Effect Datapad     | 2012    |

### Fotnoter
1. ↑  ”Mass Effect series” (på engelska). Mobygames. http://www.mobygames.com/game-group/mass-effect-series. Läst 13 maj 2015.